# 科茨菲爾德 (內布拉斯加州)
科茨菲爾德（英語：Cotesfield）是位於美國內布拉斯加州霍華德縣的村。

## 人口
根據2020年美國人口普查的數據，科茨菲爾德的面積為1.36平方千米，皆為陸地。當地共有人口29人，而人口密度為每平方千米21人。